# Marlow Cook

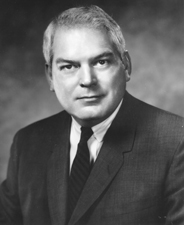
Marlow Cook

Marlow Webster Cook (* 27. Juli 1926 in Akron, Erie County, New York; † 4. Februar 2016 in Sarasota, Florida) war ein US-amerikanischer Politiker (Republikaner). Zwischen 1968 und 1974 vertrat er den Bundesstaat Kentucky im US-Senat.

## Werdegang
Im Alter von siebzehn Jahren trat Marlow Cook in die United States Navy ein, um im U-Boot-Dienst am Zweiten Weltkrieg teilzunehmen. Dabei war er sowohl im Atlantik als auch im Pazifik eingesetzt. Er studierte Jura an der University of Louisville und wurde 1950 in Louisville als Rechtsanwalt zugelassen, wo er eine Kanzlei eröffnete. Politisch schloss er sich den Republikanern an. In den Jahren 1957 und 1959 wurde er in das Repräsentantenhaus von Kentucky gewählt. Im Jahr 1961 wurde er zum Judge-Executive im Jefferson County gewählt. Dieses Amt, das in etwa einem Landrat entspricht, übte er nach einer Wiederwahl bis 1968 aus. 1967 kandidierte er erfolglos in den republikanischen Vorwahlen zur Gouverneurswahl.
Im Jahr 1968 wurde Marlow Cook als Kandidat seiner Partei in den US-Senat gewählt, wo er am 17. Dezember 1968 die Nachfolge des zurückgetretenen Thruston Ballard Morton antrat. Dieser wollte durch seinen vorzeitigen Rücktritt Cook einen früheren Einstieg in den Kongress ermöglichen. Der eigentliche Termin der Amtsübergabe wäre erst der 3. Januar 1969 gewesen. In seine Amtszeit fiel unter anderem die Watergate-Affäre. In diesem Zusammenhang war Cook einer der ersten republikanischen Senatoren, die den Rücktritt von Präsident Richard Nixon forderten. Bei den Wahlen des Jahres 1974 unterlag er gegen den Demokraten Wendell Ford. Um diesem ebenfalls einen früheren Einstieg in den US-Senat zu ermöglichen, legte er wie einst sein Vorgänger Morton das Mandat vorzeitig nieder und schied am 27. Dezember 1974 aus dem Kongress aus.
Nach dem Ende seiner politischen Laufbahn praktizierte Marlow Cook bis 1989 als Rechtsanwalt in Washington. Danach zog er nach Sarasota in Florida. Obwohl er ein Republikaner war und weiterhin blieb, unterstützte er bei den Präsidentschaftswahlen des Jahres 2004 den dann erfolglosen demokratischen Kandidaten John Kerry.
Marlow Cook starb im Alter von 89 Jahren in Sarasota, Florida.